# Blu Cantrell
 (avril 2019).
Si vous disposez d'ouvrages ou d'articles de référence ou si vous connaissez des sites web de qualité traitant du thème abordé ici, merci de compléter l'article en donnant les références utiles à sa vérifiabilité et en les liant à la section « Notes et références ».
Pour les articles homonymes, voir Cantrell.

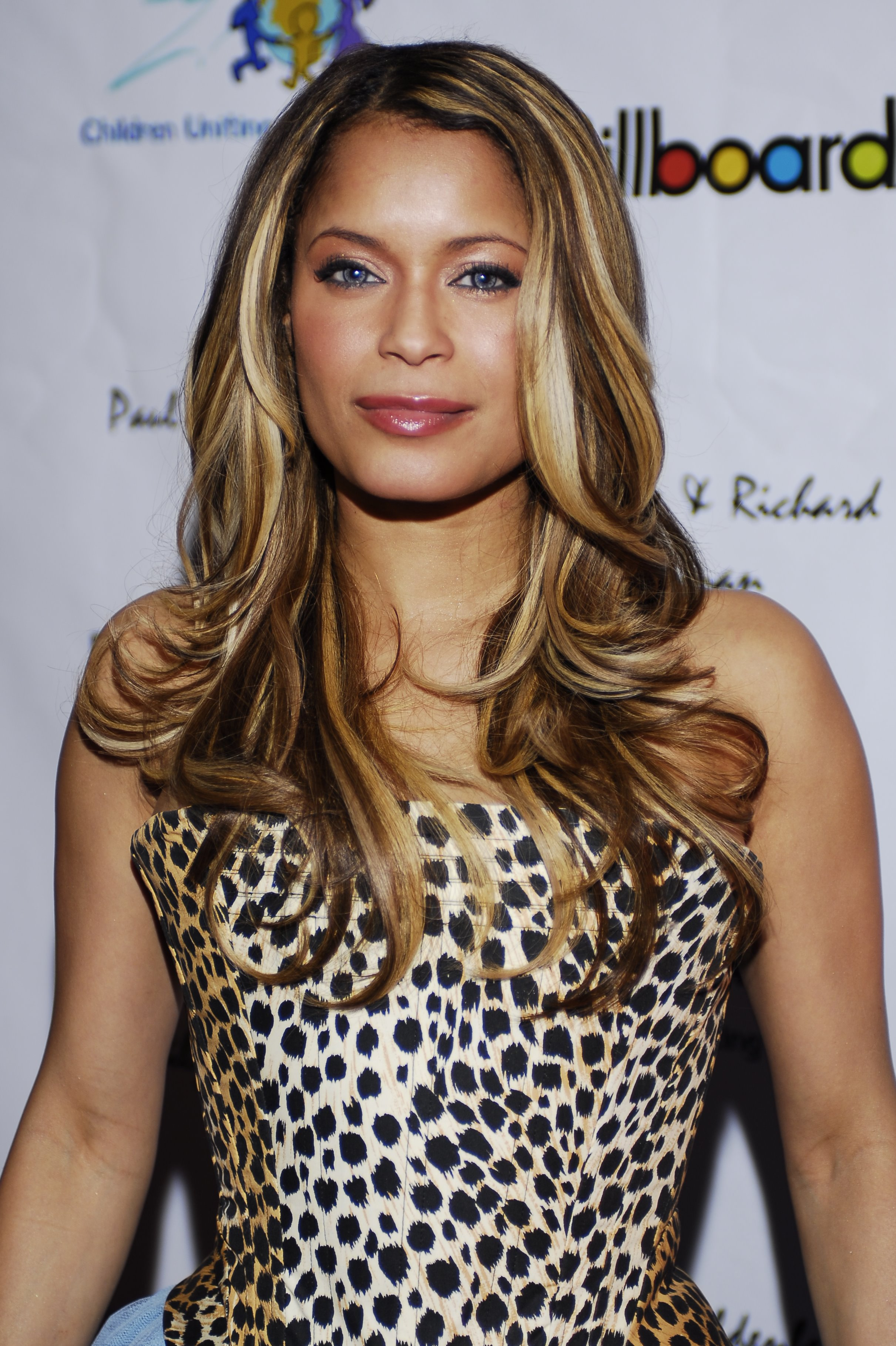
Blu Cantrell

Blu Cantrell, née Tiffany Cobb le 16 mars 1976 à Providence, est une chanteuse de RnB et parolière américaine. Elle a collaboré avec de nombreux artistes dont Sean Paul.

## Biographie
Blu Cantrell est née à Providence. Son père a des origines Narragansett. Susi Franco, sa mère, originaire de l'île du Cap Vert, vient du Rhode Island. Elle était actrice et chanteuse de jazz. Les parents de Cantrell se sont séparés quand elle était enfant, et elle, ses cinq frères et sa sœur ont été élevés par sa mère. À l'âge de 19 ans, elle a posé comme modèle nue.
Sa mère avait l'habitude de faire ses gâteaux d'anniversaire bleus parce que c'était sa couleur préférée; Cantrell est le nom de sa grand-mère.
Après plusieurs démos et des enregistrements, elle commence à chanter avec des artistes tels que Puff Daddy, Cantrell a été découverte par Red Zone Divertissement au début de 2001. Elle a également fait des collaborations avec Babyface, Usher, Dionne Warwick, Fat Joe, Jimmy Jam, Terry Lewis et Herbie Hancock. La chanteuse signe un contrat avec le label (étiquette) Arista Records, après avoir entendu une chanson qu'elle a écrite et chanté devant les décideurs du label. Après une guerre des enchères avec cinq étiquettes différentes, l'offre de Arista était la plus élevée.
Ensuite, Cantrell s'est directement rendue aux sessions d'enregistrement avec Dallas Austin, Jimmy Jam et Terry Lewis. En 2001, son premier album, So Blu sort. Le disque connait un grand succès. Il figure en effet à la huitième place du Billboard 2000 aux États-Unis. Le single "Hit 'Em Style Up (oh là là)", qui a atteint la seconde place au Billboard Hot 100 américain, est devenu le titre le plus diffusé à la radio dans tout le pays, battant le record d'Elvis Presley. Cantrell est alors nommée pour le Grammy Awards de la meilleure performance vocale féminine R & B et de la meilleure chanson R & B, ainsi que pour l'American Music Award de la meilleure Artiste Soul/ R & B en 2002.
En 2007, Cantrell a chanté aux côtés de Lisa Raye dans une comédie musicale qui a été jouée entre le 27 septembre et le 25 novembre 2007.
En 2008, Cantrell est apparue dans Celebrity Circus sur NBC. Mais Cantrell a été éliminée dès la deuxième semaine, le 18 juin 2008. Cela fait d'elle la première célébrité à être éliminée de l'émission. Cependant, elle est revenue pour l'épisode final pour chanter son single «Hit 'Em Up Style (oh là là)".
Au début de 2012, le producteur DeShawn Hendrickson a affirmé qu'il travaillait avec Blu sur son troisième album.
Blu Cantrell a vécu exclusivement dans le Rhode Island, dans la maison familiale, de 2009 à 2013.

## Discographie

### Albums
- 2001 : So Blu
- 2003 : Bittersweet
- 2004 : From L.A. To LO.

### Singles
| Années | Titre                                        | Charts | Charts   | Charts | Charts | Charts | Charts | Charts | Charts | Charts | Album            |
| Années | Titre                                        | U.S.   | U.S. R&B | UK     | IRE    | AUS    | SWI    | AUT    | FRA    | NOR    | Album            |
| ------ | -------------------------------------------- | ------ | -------- | ------ | ------ | ------ | ------ | ------ | ------ | ------ | ---------------- |
| 2001   | "Hit 'Em Up Style (Oops!)"                   | 2      | 6        | 12     | —      | 3      | 77     | —      | 47     | 12     | So Blu           |
| 2001   | "I'll Find a Way"                            | —      | 104      | —      | —      | —      | —      | —      | —      | —      | So Blu           |
| 2002   | "Till I'm Gone"                              | —      | 115      | —      | —      | —      | —      | —      | —      | —      | So Blu           |
| 2002   | "Sleep in the Middle" (promo)                | —      | —        | —      | —      | —      | —      | —      | —      | —      | Bittersweet (UK) |
| 2003   | "Breathe" (featuring Sean Paul)              | 70     | 83       | 1      | 1      | 8      | 5      | 11     | 13     | 6      | Bittersweet      |
| 2004   | "Make Me Wanna Scream" (featuring Ian Lewis) | —      | —        | 24     | 33     | 62     | 60     | 68     | —      | —      | Bittersweet      |